# Río Fulda
El río Fulda es un río de Alemania que discurre principalmente en dirección norte por el estado de Hesse, hasta confluir con el río Werra junto a la ciudad de Hann. Münden —cerca de las ciudades de Kassel y Gotinga— formando entre ambos el río Weser. Tiene 220 km de longitud.

## Curso

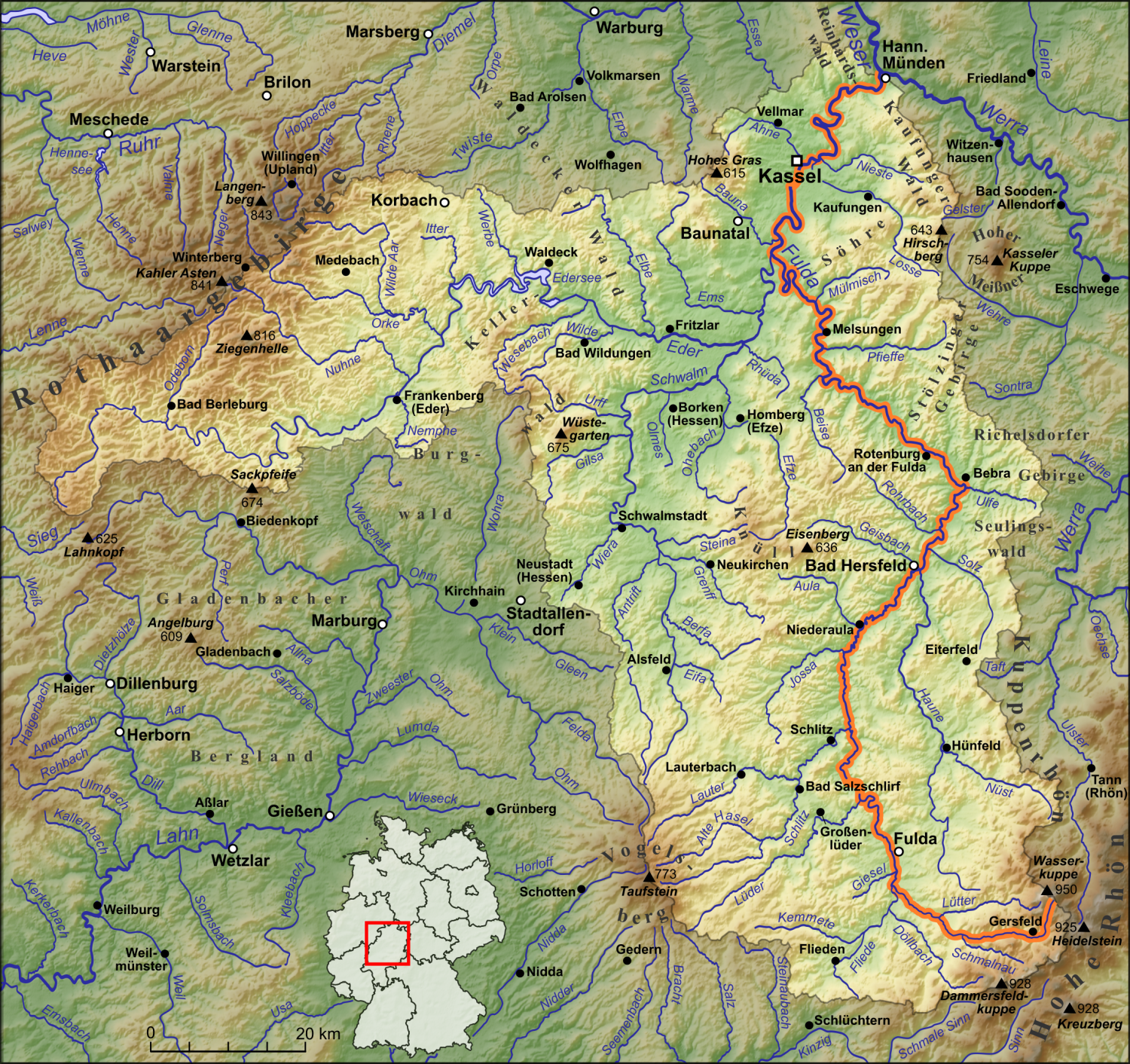
Curso y cuenca del río Fulda

Sus nacientes se encuentran en Wasserkuppe, en las montañas del Rhön. Desde allí corre en dirección noreste flanqueado por las montañas Knüll, por el oeste, y los Seulings Forest, por el este. Cerca de la localidad de Bebra cambia su curso en dirección noroeste. Luego de juntarse con el río Eder corre hacia el norte hasta llegar a la ciudad de Kassel y cambia de nuevo de dirección, hacia el noreste, dejando al bosque de Kaufunger, al este, y los comienzos del bosque de Rheinhards, al noroeste. Finalmente confluye con el río Werra en Hann. Münden, donde ambos forman el río Weser.
A lo largo de su curso se encuentran las siguientes ciudades y localidades:
- Gersfeld
- Fulda (63 886 hab. en 2006).
- Bad Hersfeld (30 490 hab.  en 2004).
- Bebra
- Rotenburg
- Melsungen
- Kassel (193 518 hab.  en 2006).